# 痴漢白書
『痴漢白書』は日本のオリジナルビデオ作品、及びそのシリーズ名。ピンクパイナップル制作。ケイエスエスより1995年に第1作が発売された。1997年には2本の劇場用映画が制作された。

## 作品一覧

### オリジナルビデオ
痴漢白書（1995年）
- 監督：石岡正人
- 脚本：橋本浩介
- 出演：吹越満、中原翔子、十貫寺梅軒、有薗芳記、村松利史、葉月エリナ、佐和田恵

痴漢白書2（1995年）
- 監督：石岡正人
- 脚本：原口統吾
- 出演：麻田かおり、宮藤官九郎、てるやひろし、柴田理恵、佐藤正宏、山本密

痴漢白書3（1996年）
- 監督・脚本：福岡芳穂
- 出演：仲野茂、生野真琴、松本コンチータ、寺島進

痴漢白書4（1996年）
- 監督：光石富士朗
- 脚本：高橋美幸
- 出演：田口トモロヲ、杉本麗奈、樋渡剛、佐藤正宏、村松利史、梅垣義明、外波山文明

痴漢白書5（1996年）
- 監督：安藤尋
- 脚本：橋本浩介
- 出演：杉浦朋美、緒原雅人、新田聡子、大地輪子、楮本久美子

痴漢白書6（1996年）
- 監督：伊藤正治
- 脚本：伊藤正治、高橋美幸
- 出演：松下一矢、栗林知美、広瀬昌亮、山田杏実、立花かおり、綾野ナナ、かとうあつき

痴漢白書7（1997年）
- 監督：石岡正人
- 脚本：村上修
- 出演：香月あんな、南川昊、児島美ゆき、樹高梨奈

痴漢白書8（1998年）
- 監督：大工原正樹
- 脚本：妖野ぽっち
- 出演：岩崎静子、諏訪太朗、長曽我部蓉子、葛城ゆい

痴漢白書9（1998年）
- 監督：安藤尋
- 脚本：丸山正樹
- 出演：小沢小梅、北風寿則、原サチコ、斉藤月香、小林宏史

痴漢白書10（1998年）
- 監督：山岡隆資
- 脚本：井川耕一郎
- 出演：沢田奈緒美、鈴木卓爾、李鐘浩、堀崎太郎、棚橋ナッツ、九十九一

新・痴漢白書（1999年）
- 監督・脚本：伊藤正治
- 出演：本城小百合、笠倉浩夫、若菜瀬奈、中野剛、山本芳樹

新・痴漢白書2（1999年）
- 監督：久万真路
- 脚本：及川章太郎
- 出演：流星ラム、鈴川カオル、千田浩

新・痴漢白書3（1999年）
- 監督：野上正義
- 脚本：及川章太郎
- 出演：宮沢ゆうな、川村千里、小松和重

新・痴漢白書4（1999年）
- 監督：久万真路
- 脚本：丸山正樹
- 出演：佐々木彩、深山洋貴、史城未貴、田付貴彦

痴漢白書ハード（2000年）
- 監督：油谷岩夫
- 脚本：玉城悟
- 出演：椎名亜希、小林千花

### 映画
痴漢白書劇場版 笑顔でサヨナラ（1997年）
- 監督・脚本：池上純哉
- 出演：馬野裕朗、おはらひろみ、川上流風、天野吉人、徳永廣美、青沼ちあさ

痴漢白書劇場版II 真冬のキッス（1997年）
- 監督：西山洋一
- 脚本：月岡よみ、西山洋一
- 出演：松田いちほ、海津亮介、山仲真夕、田村貴彦、藤田敏八